# الدعة (مذيخرة)

تعديل مصدري - تعديل

الدعة محلة تابعة لقرية المقروض، التابعة لعزلة حليان بمديرية مذيخرة إحدى مديريات محافظة إب في الجمهورية اليمنية.، بلغ تعداد سكانها 341 حسب تعداد اليمن لعام 2004.